# Museo de Arte Abstracto Español

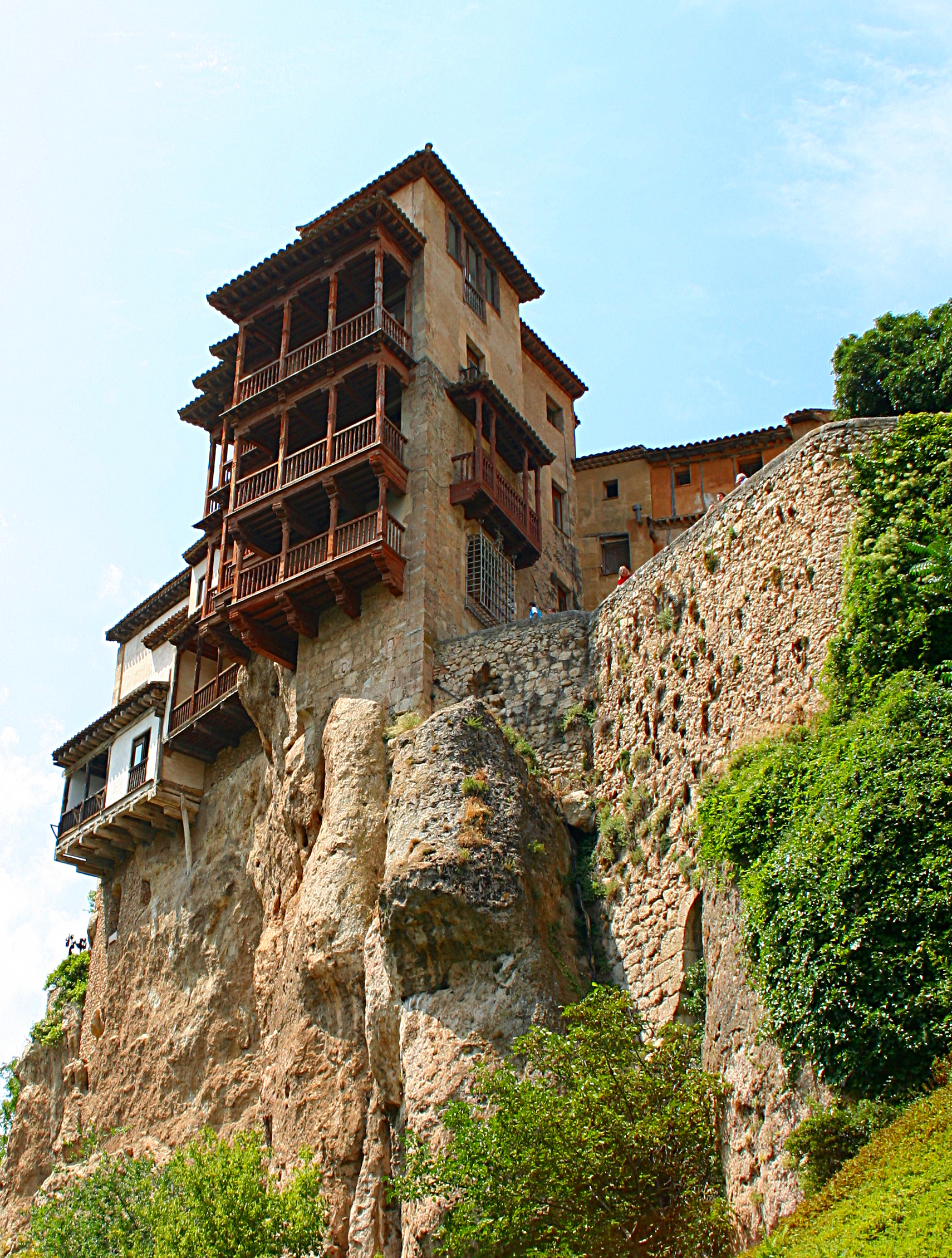
Casas Colgadas de Cuenca

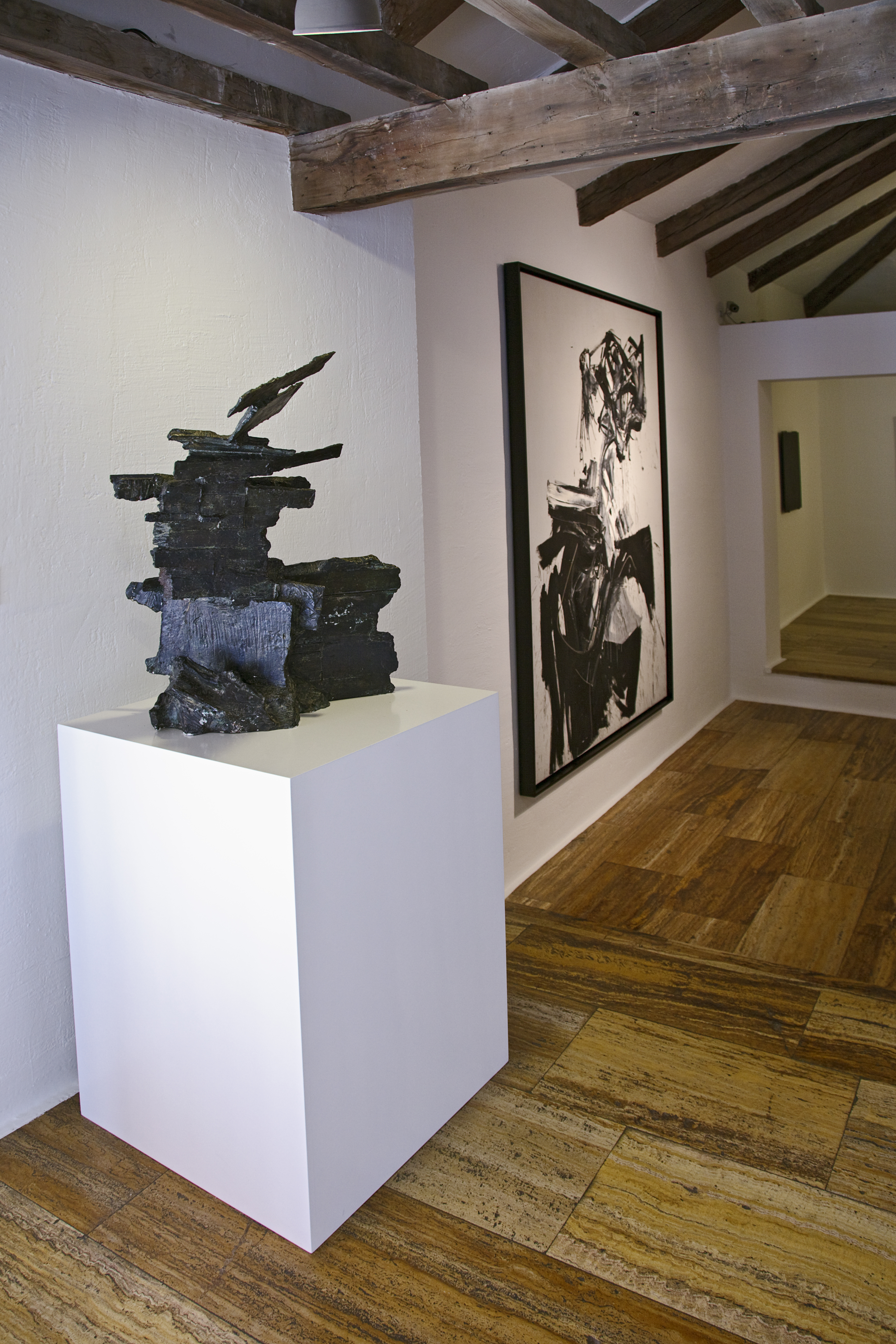
Museumzaal

Het Museo de Arte Abstracto Español is een museum voor moderne kunst in het gebouwencomplex van de Casas Colgadas de Cuenca in de Spaanse stad Cuenca in de autonome regio Castilië-La Mancha.

## Geschiedenis
De geschiedenis van de Casas Colgadas de Cuenca, ook bekend als de Casas del Rey, gaat terug tot de vijftiende eeuw. De Casas Colgadas liggen aan de rand van de oude stad en zijn gebouwd op een rots hoog boven de kloof van de rivier Huécar. In de twintigste eeuw zijn de gebouwen, eigendom van de gemeente Cuenca, 
enkele keren gerestaureerd. Het museum werd in 1963 gesticht door de kunstenaars Fernando Zóbel en Gustavo Torner. De opening vond plaats in juli 1966. Met latere bijdragen van Gerardo Rueda en Eusebio Sempere en de Fundación Juan March uit Madrid werd het museum na een restauratie in 1978 heropend. Na een zeer grondige verbouwing en uitbreiding in 1990 beschikt het thans, naast de zalen voor de permanente expositie, ook over een zaal voor wisseltentoonstellingen.

## De collectie
De museumcollectie omvat schilder- en beeldhouwwerken uit de vijftiger en zestiger jaren van de twintigste eeuw van Spaanse abstracte kunstenaars. Tot de kunstenaars, wier werk permanent wordt tentoongesteld, behoren onder anderen:
- Nestor Basterretxea
- Rafael Canogar
- Eduardo Chillida
- Martín Chirino
- Amadeo Gabino
- Antonio Lorenzo
- César Manrique
- Lucio Muñoz
- Jorge Oteiza
- Pablo Palazuelo
- Gerardo Rueda
- Antonio Saura
- Eusebio Sempere
- Pablo Serrano Aguilar
- Antoni Tàpies
- Gustavo Torner
- Fernando Zóbel